# Qalqilya
Qalqīlya (in arabo قلقيلية‎?, Qalqīlyah; raramente citata in italiano come Calchilia) è una città palestinese. Qalqilya è una città agricola che conta circa 51.000 abitanti (stima del 2017). Giace a un'altezza che oscilla tra i 45 m e i 125 m s.l.m. ed il suo clima è mediterraneo (le precipitazioni annuali medie sono di 550 mm di pioggia). Qalqilya è assai vicina al mare (12 km), addossata alla "linea verde" imposta dall'amministrazione israeliana per tracciare il suo contestato muro di separazione e di fatto ne è del tutto circondata. Si situa sull'asse stradale Tel Aviv-Nablus.

## Storia
Qalqilya è situata in un'area occupata dall'uomo fin dalla preistoria. La città è attestata come esistente fin dall'epoca romana sotto il nome di Kalkalya. Un'etimologia proposta farebbe derivare il nome dall'arabo qalʿa (fortezza) + ʿālya (alta).
Un consiglio locale fu creato a Qalqilya nel 1909, alla fine della dominazione ottomana ed il 1945 vide la creazione d'un consiglio municipale.
Nel 1948, dopo la disfatta araba e l'esodo palestinese che ne conseguì, la città vide affluire migliaia di rifugiati che s'insediarono in un quartiere della cittadina (gli abitanti sono qui chiamati "quelli di Kufra Saba e di Arab Abu Kishek"). Qalqilya non vide mai sorgere un campo profughi dal momento che costoro furono integrati nella città in cambio d'un sostegno elargito dall'UNRWA. Appena lo Stato d'Israele fu creato, la municipalità di Qalqilya si vide amputate tutte le terre che si trovavano dall'altra parte della linea d'armistizio del 1949.
Fra il 1949 ed il 1967, la città passò sotto sovranità giordana. Gli agricoltori della città tentarono regolarmente di passare dall'altra parte della frontiera per lavorare le terre annesse. Per fermare queste infiltrazioni potenzialmente pericolose, l'esercito israeliano attaccò Qalqilya a più riprese distruggendo o danneggiando numerosi pozzi artesiani che pompavano l'acqua necessaria all'agricoltura e ai contadini.
Dopo la guerra dei sei giorni, la città viene occupata da Israele, come il resto della Cisgiordania.

## Attualità
Dopo gli accordi di Oslo, la città è passata sotto la giurisdizione dell'Autorità Nazionale Palestinese (ANP) (zona A).
Tuttavia, soprattutto dopo l'inizio della Seconda Intifada, le forze armate israeliane entrano regolarmente a Qalqilya, spesso per procedere ad arresti di militanti che lo Stato ebraico accusa di terrorismo e che i palestinesi reputano invece essere patrioti combattenti.
Nel 2003, Israele ha cominciato la costruzione del muro di separazione coll'intenzione di impedire l'ingresso di miliziani ostili. La costruzione del muro è oggi completata e circonda quasi interamente Qalqilya. Il tracciato del muro non segue la linea armistiziale del 1967 e penetra in territorio palestinese per circondare le cittadine israeliane di Alfe Menashe e di Zufin, separando oggi il distretto di Qalqilya da 50.000 dunum (1 dunum = 1.000 m²) di terre coltivate, ciòè circa il 50% del totale delle terre del distretto.

## Economia
Fino al 1995, circa l'80% della popolazione attiva di Qalqilya lavorava nel settore agricolo e per imprese israeliane (fra l'altro nel settore edilizio). L'altro 20% della popolazione attiva viveva di commercio con Israele e con i territori palestinesi.
Dal 2003, le attività commerciali è collassato, a causa essenzialmente della costruzione del muro che ha reso assai difficile l'accesso a Qalqilya. Le condizioni per entrare nei territori agricoli situati dall'altra parte del muro sono diventate eccessivamente ardue, per non dire impossibili, per i contadini di Qalqilya. Infine, nessuna persona a Qalqilya trova più occupazione in Israele.
Dopo le elezioni legislative di gennaio 2006, l'Unione europea ha bloccato il suo finanziamento all'Autorità Nazionale Palestinese. Numerosi funzionari non sono più pagati da allora.